# Masayuki Suzuki
Masayuki Suzuki (鈴木雅之, Suzuki Masayuki, Ōta, Tóquio, 22 de setembro de 1956) é um cantor japonês mais conhecido por ter sido membro do grupo pop Rats & Star (anteriormente chamado Chanels) e por interpretar os temas de abertura da série de anime Kaguya-sama: Love Is War. Ele também é conhecido como o "Rei das Canções de Amor" do Japão. Seus traços marcantes são os óculos escuros e o bigode, e ele é apelidado de "Martin".

## Perfil
Masayuki Suzuki (nascido em 22 de setembro de 1956, em Ōta, Tóquio) é um cantor japonês conhecido por sua carreira solo e como ex-integrante do grupo musical Rats & Star (anteriormente chamado Chanels). Reconhecido como o "Rei das Canções de Amor" no Japão, é caracterizado por sua voz marcante, bigode e o uso constante de óculos escuros — símbolo de sua personalidade reservada.
Durante a adolescência, envolveu-se com grupos rebeldes e abandonou o ensino médio, vindo a trabalhar na fábrica do pai até consolidar sua carreira artística. Influenciado musicalmente pela irmã mais velha, pelos Beatles, R&B, folk e doo-wop, iniciou sua trajetória nos anos 1980 e desenvolveu um estilo vocal romântico e sofisticado.
Embora costume interpretar canções compostas por outros artistas, Suzuki também escreve e compõe ocasionalmente, tendo fornecido músicas para diversos cantores japoneses. Além disso, compôs grande parte das faixas da discografia de seu antigo grupo, Rats & Star.
Desde 2019, ganhou notoriedade entre o público mais jovem por interpretar as músicas de abertura da série de anime Kaguya-sama: Love Is War, sendo apelidado de “o eterno grande estreante do anison”.
Fã do time de beisebol Yomiuri Giants, Suzuki é também um amante de doces, cuidadoso com a saúde da voz e apaixonado por cães, frequentemente presentes em suas produções. Foi nomeado Embaixador da Boa Vontade do Nori de Ōmori, região de origem de seu avô materno.

## Discografia

### Álbuns de estúdio
- Mãe da Pérola (1986)
- Dias de Rádio (1986)
- Lágrimas queridas (1989)
- Clima (1990)
- Caso justo (1992)
- Perfume (1993)
- Ela Vê o mar (1994)
- Carnaval (1997)
- Conexão Tóquio (2001)
- Shh... (2004)
- Ébano e Marfim (2005)
- Ainda Dourado (2009)
- Doce (2016)
- Bandeira Funky (2019)
- Rock 'n' Roll de Todos os Tempos (2020)
- Navegação da Alma (2023)
- Estiloso  (2024)
- Doo Wop de Todos os Tempos (2025)

### Compilações
- Martini (1991)
- Martini II (1995)
- Medium Slow (2000)
- Martini Blend (2003)
- Martini Duet (2007)

### Álbuns de capa
- A lenda do Soul (2001)
- Descubra o Japão (2011)
- Descubra o Japão II (2014)
- Descubra o Japão III (2017)
- Descubra o Japão DX (2022)